# Aquilegia scopulorum
Espèce
Aquilegia scopulorum est une espèce de plantes à fleurs de la famille des Renonculacées présente dans les États américains de l'Utah et du Nevada.